# Mexican Open (tenis)
Mexican Open este un turneu profesional de tenis care se joacă pe terenuri cu suprafața dură în aer liber, și are loc anual, la sfârșitul lunii februarie, la Fairmont Acapulco Princess în Acapulco, Mexic. Până în 2013, s-a jucat pe terenuri cu zgură în aer liber. Trecerea la terenuri cu suprafața dură s-a făcut în 2014. Mexican Open face parte din seria turneelor ATP Tour 500 și a turneelor WTA International.
Turneul a fost introdus în Turul ATP în 1993 și în Turul WTA în 2001. S-a desfășurat în Mexico City între 1993 și 1998 și încă o dată în 2000, înainte de a fi mutat la Acapulco în 2001.

## Rezultate

### Simplu masculin

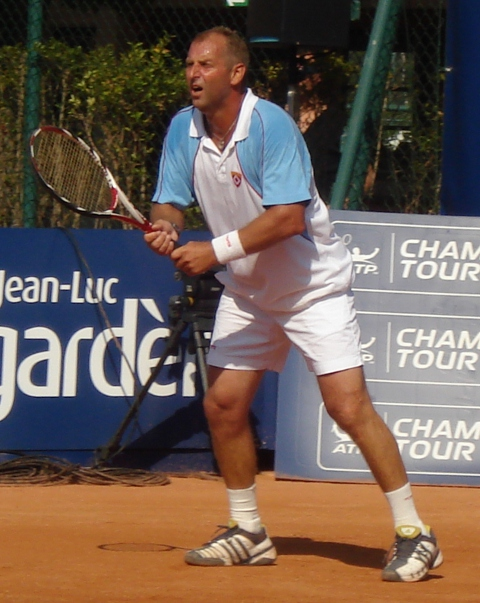
Thomas Muster deține recordul pentru cele mai multe titluri generale și consecutive (patru).

| An                                                    | Campion                | Finalist                    | Scor                    |
| ----------------------------------------------------- | ---------------------- | --------------------------- | ----------------------- |
| 1993                                                  | Thomas Muster          | Carlos Costa                | 6–2, 6–4                |
| 1994                                                  | Thomas Muster (2)      | Roberto Jabali              | 6–3, 6–1                |
| 1995                                                  | Thomas Muster (3)      | Fernando Meligeni           | 7–6(7–4), 7–5           |
| 1996                                                  | Thomas Muster (4)      | Jiří Novák                  | 7–6(7–3), 6–2           |
| 1997                                                  | Francisco Clavet       | Joan Albert Viloca          | 6–4, 7–6(9–7)           |
| 1998                                                  | Jiří Novák             | Xavier Malisse              | 6–3, 6–3                |
| 1999                                                  | Nu s-a ținut           | Nu s-a ținut                | Nu s-a ținut            |
| 2000                                                  | Juan Ignacio Chela     | Mariano Puerta              | 6–4, 7–6(7–4)           |
| 2001                                                  | Gustavo Kuerten        | Galo Blanco                 | 6–4, 6–2                |
| 2002                                                  | Carlos Moyà            | Fernando Meligeni           | 7–6(7–4), 7–6(7–4)      |
| 2003                                                  | Agustín Calleri        | Mariano Zabaleta            | 7–5, 3–6, 6–3           |
| 2004                                                  | Carlos Moyà (2)        | Fernando Verdasco           | 6–3, 6–0                |
| 2005                                                  | Rafael Nadal           | Álbert Montañés             | 6–1, 6–0                |
| 2006                                                  | Luis Horna             | Juan Ignacio Chela          | 7–6(8–6), 6–4           |
| 2007                                                  | Juan Ignacio Chela (2) | Carlos Moyà                 | 6–3, 7–6(7–2)           |
| 2008                                                  | Nicolás Almagro        | David Nalbandian            | 6–1, 7–6(7–1)           |
| 2009                                                  | Nicolás Almagro (2)    | Gaël Monfils                | 6–4, 6–4                |
| 2010                                                  | David Ferrer           | Juan Carlos Ferrero         | 6–3, 3–6, 6–1           |
| 2011                                                  | David Ferrer (2)       | Nicolás Almagro             | 7–6(7–4), 6–7(2–7), 6–2 |
| 2012                                                  | David Ferrer (3)       | Fernando Verdasco           | 6–1, 6–2                |
| 2013                                                  | Rafael Nadal (2)       | David Ferrer                | 6–0, 6–2                |
| ↓ s-a schimbat din zgură în teren cu suprafață dură ↓ |                        |                             |                         |
| 2014                                                  | Grigor Dimitrov        | Kevin Anderson              | 7–6(7–1), 3–6, 7–6(7–5) |
| 2015                                                  | David Ferrer (4)       | Kei Nishikori               | 6–3, 7–5                |
| 2016                                                  | Dominic Thiem          | Bernard Tomic               | 7–6(8–6), 4–6, 6–3      |
| 2017                                                  | Sam Querrey            | Rafael Nadal                | 6–3, 7–6(7–3)           |
| 2018                                                  | Juan Martín del Potro  | Kevin Anderson              | 6–4, 6–4                |
| 2019                                                  | Nick Kyrgios           | Alexander Zverev            | 6–3, 6–4                |
| 2020                                                  | Rafael Nadal (3)       | Taylor Fritz                | 6–3, 6–2                |
| 2021                                                  | Alexander Zverev       | Stefanos Tsitsipas          | 6–4, 7–6(7–3)           |
| 2022                                                  | Rafael Nadal (4)       | Cameron Norrie              | 6–4, 6–4                |
| 2023                                                  | Alex de Minaur         | Tommy Paul                  | 3–6, 6–4, 6–1           |
| 2024                                                  | Alex de Minaur (2)     | Casper Ruud                 | 6–4, 6–4                |
| 2025                                                  | Tomáš Macháč           | Alejandro Davidovici Fokina | 7–6(8–6), 6–2           |

### Simplu feminin

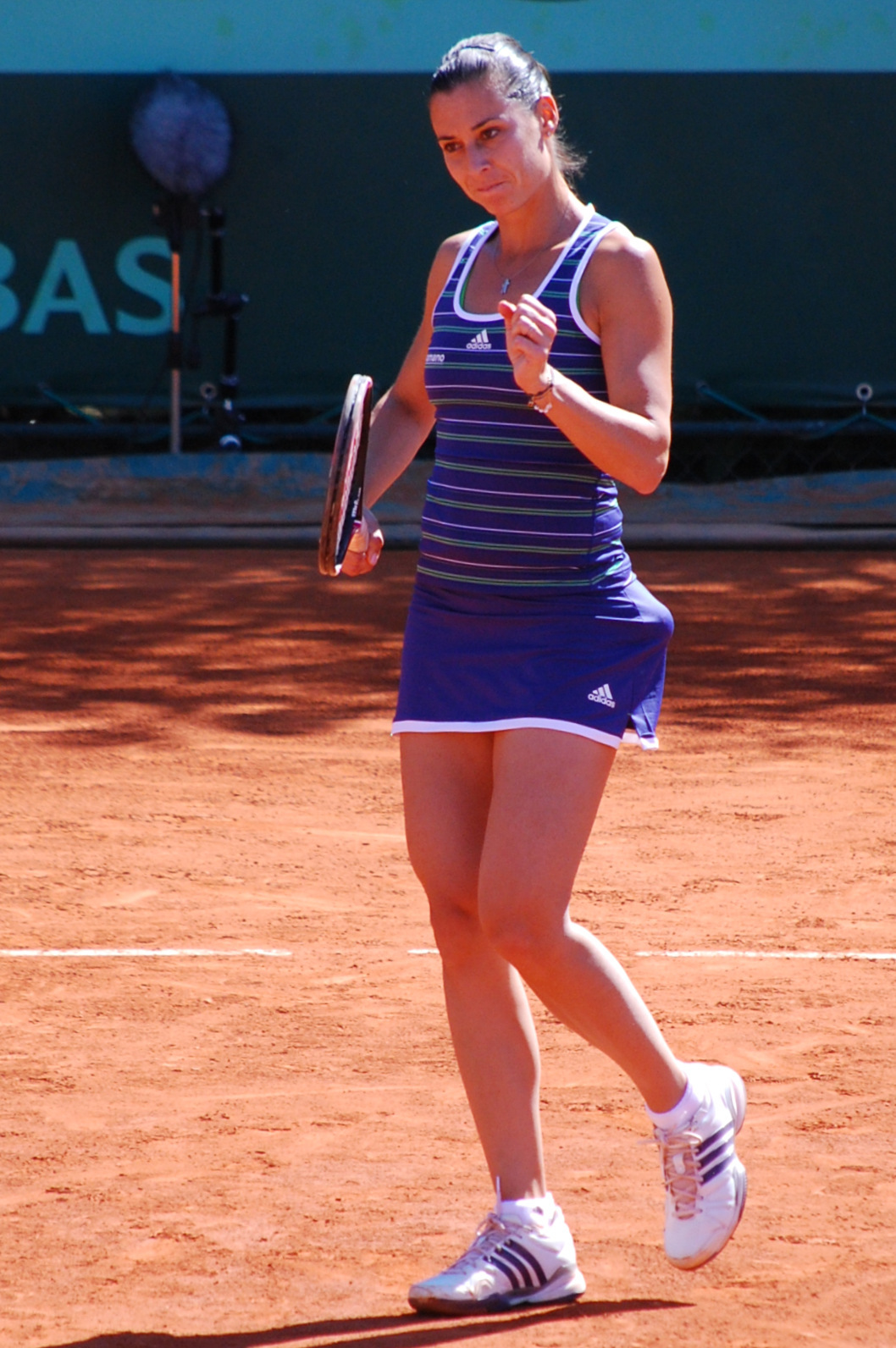
De două ori campioană Flavia Pennetta deține recordul pentru cele mai multe finale jucate (șapte).

| An                                                    | Campioană           | Finalistă              | Scor                |
| ----------------------------------------------------- | ------------------- | ---------------------- | ------------------- |
| 2001                                                  | Amanda Coetzer      | Elena Dementieva       | 2–6, 6–1, 6–2       |
| 2002                                                  | Katarina Srebotnik  | Paola Suárez           | 6–7(1–7), 6–4, 6–2  |
| 2003                                                  | Amanda Coetzer (2)  | Mariana Díaz Oliva     | 7–5, 6–3            |
| 2004                                                  | Iveta Benešová      | Flavia Pennetta        | 7–6(7–5), 6–4       |
| 2005                                                  | Flavia Pennetta     | Ľudmila Cervanová      | 3–6, 7–5, 6–3       |
| 2006                                                  | Anna-Lena Grönefeld | Flavia Pennetta        | 6–1, 4–6, 6–2       |
| 2007                                                  | Émilie Loit         | Flavia Pennetta        | 7–6(7–0), 6–4       |
| 2008                                                  | Flavia Pennetta (2) | Alizé Cornet           | 6–0, 4–6, 6–1       |
| 2009                                                  | Venus Williams      | Flavia Pennetta        | 6–1, 6–2            |
| 2010                                                  | Venus Williams (2)  | Polona Hercog          | 2–6, 6–2, 6–3       |
| 2011                                                  | Gisela Dulko        | Arantxa Parra Santonja | 6–3, 7–6(7–5)       |
| 2012                                                  | Sara Errani         | Flavia Pennetta        | 5–7, 7–6(7–2), 6–0  |
| 2013                                                  | Sara Errani (2)     | Carla Suárez Navarro   | 6–0, 6–4            |
| ↓ s-a schimbat din zgură în teren cu suprafață dură ↓ |                     |                        |                     |
| 2014                                                  | Dominika Cibulková  | Christina McHale       | 7–6(7–3), 4–6, 6–4  |
| 2015                                                  | Timea Bacsinszky    | Caroline Garcia        | 6–3, 6–0            |
| 2016                                                  | Sloane Stephens     | Dominika Cibulková     | 6–4, 4–6, 7–6(7–5)  |
| 2017                                                  | Lesia Tsurenko      | Kristina Mladenovic    | 6–1, 7–5            |
| 2018                                                  | Lesia Tsurenko (2)  | Stefanie Vögele        | 5–7, 7–6(7–2), 6–2  |
| 2019                                                  | Wang Yafan          | Sofia Kenin            | 2–6, 6–3, 7–5       |
| 2020                                                  | Heather Watson      | Leylah Fernandez       | 6–4, 6–7(8–10), 6–1 |

### Dublu masculin
| An   | Campioni                                 | Finaliști                                 | Scor                       |
| ---- | ---------------------------------------- | ----------------------------------------- | -------------------------- |
| 1993 | Leonardo Lavalle Jaime Oncins            | Horacio de la Peña Jorge Lozano           | 7–6, 6–4                   |
| 1994 | Francisco Montana Bryan Shelton          | Luke Jensen Murphy Jensen                 | 6–3, 6–4                   |
| 1995 | Javier Frana Leonardo Lavalle (2)        | Marc-Kevin Goellner Diego Nargiso         | 7–5, 6–3                   |
| 1996 | Donald Johnson Francisco Montana (2)     | Nicolás Pereira Emilio Sánchez            | 6–2, 6–4                   |
| 1997 | Nicolás Lapentti Daniel Orsanic          | Luis Herrera Mariano Sánchez              | 4–6, 6–3, 7–6              |
| 1998 | Jiří Novák David Rikl                    | Daniel Orsanic David Roditi               | 6–4, 6–2                   |
| 1999 | Nu s-a ținut                             | Nu s-a ținut                              | Nu s-a ținut               |
| 2000 | Byron Black Donald Johnson (2)           | Gastón Etlis Martín Rodríguez             | 6–3, 7–5                   |
| 2001 | Donald Johnson (3) Gustavo Kuerten       | David Adams Martín García                 | 6–3, 7–6(7–5)              |
| 2002 | Bob Bryan Mike Bryan                     | Martin Damm David Rikl                    | 6–1, 3–6, [10–2]           |
| 2003 | Mark Knowles Daniel Nestor               | David Ferrer Fernando Vicente             | 6–3, 6–3                   |
| 2004 | Bob Bryan (2) Mike Bryan (2)             | Juan Ignacio Chela Nicolás Massú          | 6–2, 6–3                   |
| 2005 | David Ferrer Santiago Ventura            | Jiří Vaněk Tomáš Zíb                      | 4–6, 6–1, 6–4              |
| 2006 | František Čermák Leoš Friedl             | Potito Starace Filippo Volandri           | 7–5, 6–2                   |
| 2007 | Potito Starace Martín Vassallo Argüello  | Lukáš Dlouhý Pavel Vízner                 | 6–0, 6–2                   |
| 2008 | Oliver Marach Michal Mertiňák            | Agustín Calleri Luis Horna                | 6–2, 6–7(3–7), [10–7]      |
| 2009 | František Čermák (2) Michal Mertiňák (2) | Łukasz Kubot Oliver Marach                | 4–6, 6–4, [10–7]           |
| 2010 | Łukasz Kubot Oliver Marach (2)           | Fabio Fognini Potito Starace              | 6–0, 6–0                   |
| 2011 | Victor Hănescu Horia Tecău               | Marcelo Melo Bruno Soares                 | 6–1, 6–3                   |
| 2012 | David Marrero Fernando Verdasco          | Marcel Granollers Marc López              | 6–3, 6–4                   |
| 2013 | Łukasz Kubot (2) David Marrero (2)       | Simone Bolelli Fabio Fognini              | 7–5, 6–2                   |
| 2014 | Kevin Anderson Matthew Ebden             | Feliciano López Max Mirnyi                | 6–3, 6–3                   |
| 2015 | Ivan Dodig Marcelo Melo                  | Mariusz Fyrstenberg Santiago González     | 7–6(7–2), 5–7, [10–3]      |
| 2016 | Treat Huey Max Mirnyi                    | Philipp Petzschner Alexander Peya         | 7–6(7–5), 6–3              |
| 2017 | Jamie Murray Bruno Soares                | John Isner Feliciano López                | 6–3, 6–3                   |
| 2018 | Jamie Murray (2) Bruno Soares (2)        | Bob Bryan Mike Bryan                      | 7–6(7–4), 7–5              |
| 2019 | Alexander Zverev Mischa Zverev           | Austin Krajicek Artem Sitak               | 2–6, 7–6(7–4), [10–5]      |
| 2020 | Łukasz Kubot (3) Marcelo Melo (2)        | Juan Sebastián Cabal Robert Farah         | 7–6(8–6), 6–7(4–7), [11–9] |
| 2021 | Ken Skupski Neal Skupski                 | Marcel Granollers Horacio Zeballos        | 7–6(7–3), 6–4              |
| 2022 | Feliciano López Stefanos Tsitsipas       | Marcelo Arévalo (4) Jean-Julien Rojer (4) | 7–5, 6–4                   |
| 2023 | Alexander Erler Lucas Miedler            | Nathaniel Lammons Jackson Withrow         | 7–6(11–9), 7–6(7–3)        |
| 2024 | Hugo Nys Jan Zieliński                   | Santiago González Neal Skupski            | 6–3, 6–2                   |
| 2025 | Christian Harrison Evan King             | Sadio Doumbia Fabien Reboul               | 6–4, 6–0                   |

### Dubu feminin

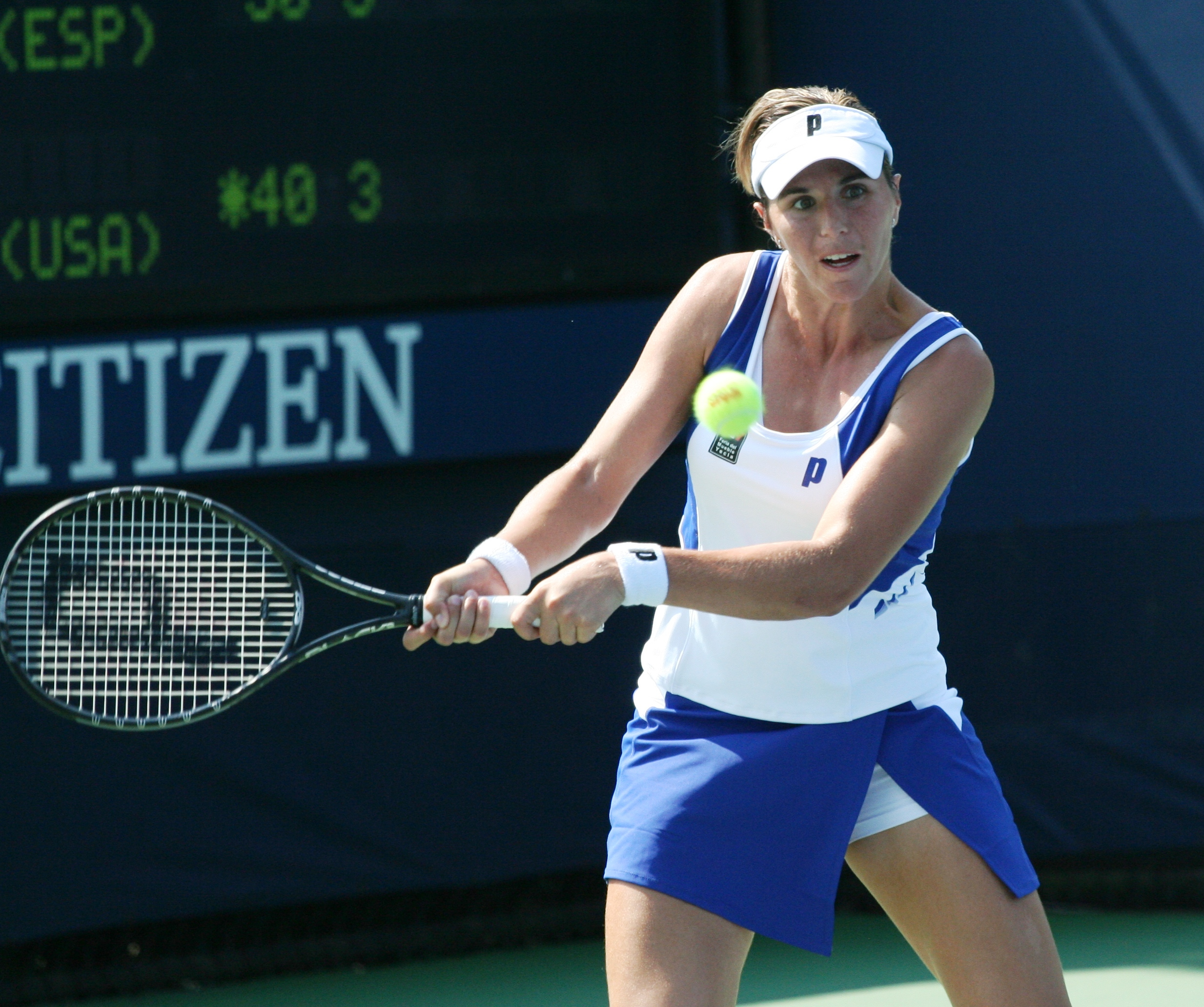
María José Martínez Sánchez este singura triplă campioană la dublu feminin la Acapulco.

| An   | Campioane                                                  | Finaliste                                              | Scor                   |
| ---- | ---------------------------------------------------------- | ------------------------------------------------------ | ---------------------- |
| 2001 | María José Martínez Sánchez Anabel Medina Garrigues        | Virginia Ruano Pascual Paola Suárez                    | 6–4, 6–7(5–7), 7–5     |
| 2002 | Virginia Ruano Pascual Paola Suárez                        | Tina Križan Katarina Srebotnik                         | 7–5, 6–1               |
| 2003 | Émilie Loit Åsa Svensson                                   | Petra Mandula Patricia Wartusch                        | 6–3, 6–1               |
| 2004 | Lisa McShea Milagros Sequera                               | Olga Blahotová Gabriela Navrátilová                    | 2–6, 7–6(7–5), 6–4     |
| 2005 | Alina Jidkova Tatiana Perebiynis                           | Rosa María Andrés Rodríguez Conchita Martínez Granados | 7–5, 6–3               |
| 2006 | Anna-Lena Grönefeld Meghann Shaughnessy                    | Shinobu Asagoe Émilie Loit                             | 6–1, 6–3               |
| 2007 | Lourdes Domínguez Lino Arantxa Parra Santonja              | Émilie Loit Nicole Pratt                               | 6–3, 6–3               |
| 2008 | Nuria Llagostera Vives María José Martínez Sánchez (2)     | Iveta Benešová Petra Cetkovská                         | 6–2, 6–4               |
| 2009 | Nuria Llagostera Vives (2) María José Martínez Sánchez (3) | Lourdes Domínguez Lino Arantxa Parra Santonja          | 6–4, 6–2               |
| 2010 | Polona Hercog Barbora Záhlavová-Strýcová                   | Sara Errani Roberta Vinci                              | 2–6, 6–1, [10–2]       |
| 2011 | Mariya Koryttseva Ioana Raluca Olaru                       | Lourdes Domínguez Lino Arantxa Parra Santonja          | 3–6, 6–1, [10–4]       |
| 2012 | Sara Errani Roberta Vinci                                  | Lourdes Domínguez Lino Arantxa Parra Santonja          | 6–2, 6–1               |
| 2013 | Lourdes Domínguez Lino (2) Arantxa Parra Santonja (2)      | Catalina Castaño Mariana Duque Mariño                  | 6–4, 7–6(7–1)          |
| 2014 | Kristina Mladenovic Galina Voskoboeva                      | Petra Cetkovská Iveta Melzer                           | 6–3, 2–6, [10–5]       |
| 2015 | Lara Arruabarrena María Teresa Torró Flor                  | Andrea Hlaváčková Lucie Hradecká                       | 7–6(7–2), 5–7, [13–11] |
| 2016 | Anabel Medina Garrigues (2) Arantxa Parra Santonja (3)     | Kiki Bertens Johanna Larsson                           | 6–0, 6–4               |
| 2017 | Darija Jurak Anastasia Rodionova                           | Mariana Duque Mariño Verónica Cepede Royg              | 6–3, 6–2               |
| 2018 | Tatjana Maria Heather Watson                               | Kaitlyn Christian Sabrina Santamaria                   | 7–5, 2–6, [10–2]       |
| 2019 | Victoria Azarenka Zheng Saisai                             | Desirae Krawczyk Giuliana Olmos                        | 6–1, 6–2               |
| 2020 | Desirae Krawczyk Giuliana Olmos                            | Kateryna Bondarenko Sharon Fichman                     | 6–3, 7–6(7–5)          |